# Apamea devastator
Apamea devastator là một loài bướm đêm thuộc họ Noctuidae. Nó được tìm thấy ở đông bắc Bắc Mỹ, bao gồm Nova Scotia, Alberta, New York, Ohio và Massachusetts.
Sải cánh khoảng 35–40 mm. Con trưởng thành bay từ tháng 5 đến tháng 9 tùy theo địa điểm.
Ấu trùng ăn various cỏ. The larvae are subterranean và attack the roots và basal stems of their hosts.

## Hình ảnh

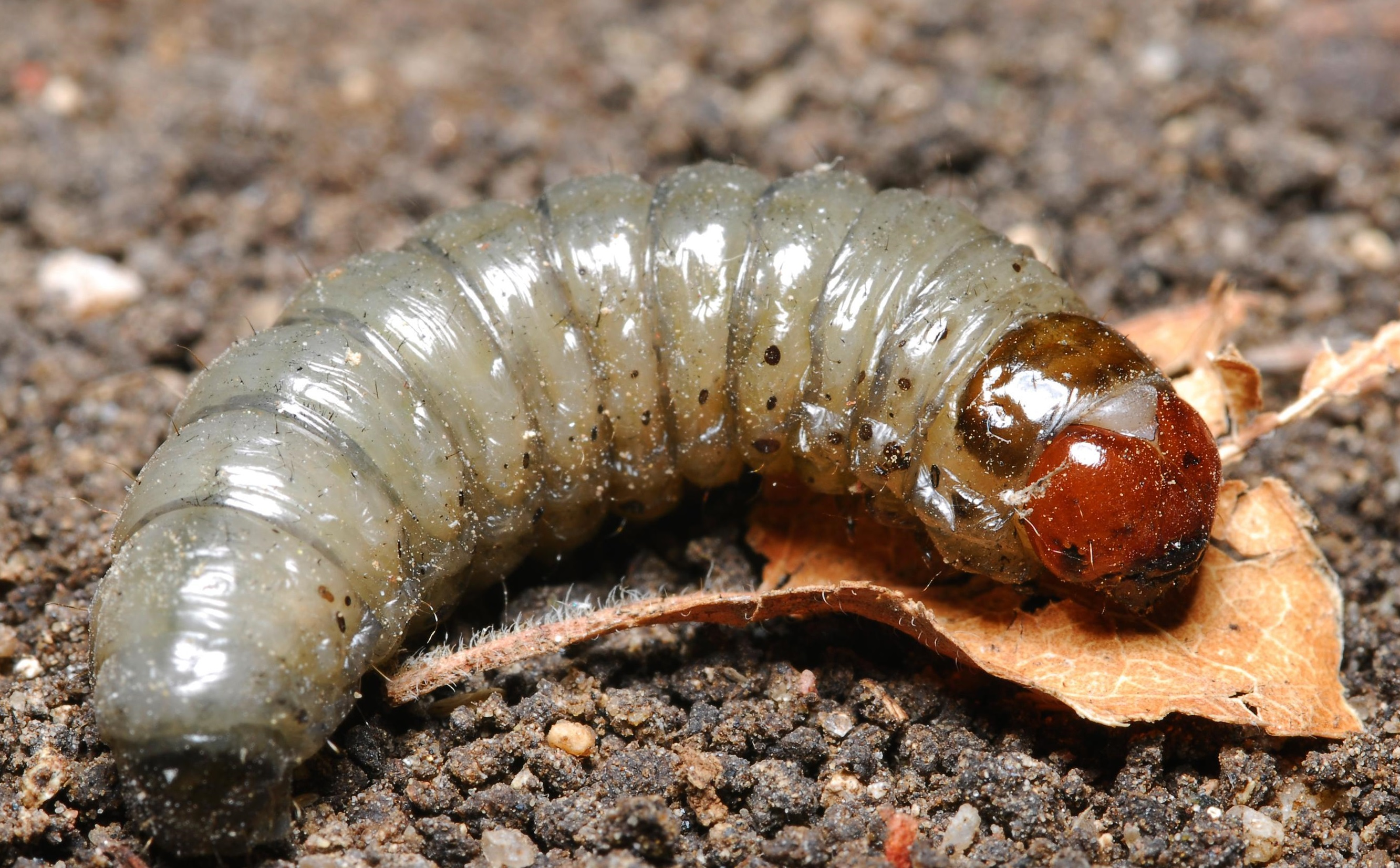